# Бакужу
Ба́кужу (Бакужу калнс, Бакужа калнс; латыш. Bākūžu kalns, Bākužu kalns, Bākūžkalns) — крупный холм восточной части Видземской возвышенности в Юмурдской волости Эргльского края Латвии; один из самых высоких в Видземе. Высота холма — 279,5 м над уровнем моря, превышение — 57 м.
Находится в 4 км северо-западнее озера Виешурс. Холм тянется с севера на юг 2 км. Склоны крутые. Имеет три конусовидных вершины: Бакузис, Эглю-Калнс и Лактас-Калнс.